# Арбека
Арбе́ка (кат. Arbeca, вимова літературною каталанською [əɾ'bekə]) — муніципалітет, розташований в Автономній області Каталонія, в Іспанії. Код муніципалітету за номенклатурою Інституту статистики Каталонії — 250292. Знаходиться у районі (кумарці) Ґаррігас (коди району — 18 та GG) провінції Льєйда, згідно з новою адміністративною реформою перебуватиме у складі Західної баґарії (округи). 